# Seicho Matsumoto
Seicho Matsumoto (松本 清張 Matsumoto Seicho?,  21 de diciembre, 1909; 4 de agosto, 1992) fue un prolífico escritor y periodista japonés, ganó el Premio Akutagawa en 1952.

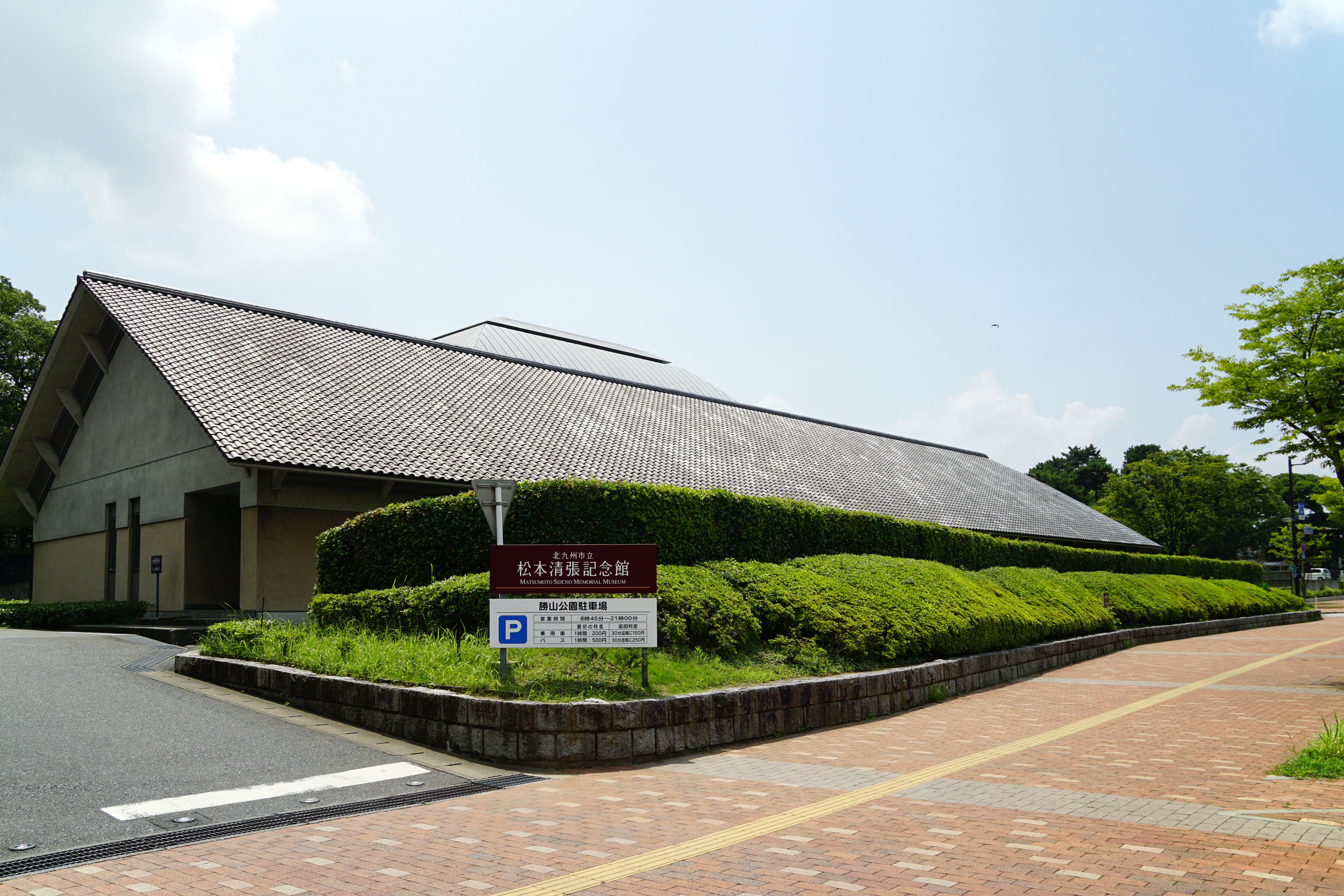
Museo Seicho Matsumoto (Kitakyushu)

Nació en la ciudad de Kokura, hoy distrito Kokura Kita, prefectura de Kitakyushu Fukuoka. Su verdadero nombre fue Matsumoto Kiyoharu. Matsumoto no solo escribió ficción sino también novelas históricas y fácticas.

## Novelas
- Saigō's Currency (ja:西郷札,Saigō satsu,1951)
- The Legend of the Kokura-Diary (或る「小倉日記」伝,Aru 'Kokura-nikki' den,1952)
- The Face (ja:顔,Kao,1955)
- The Voice (ja:声,Koe,1955)
- The Chase (ja:張込み,Harikomi,1955)
- The Woman who Took the Local Paper (地方紙を買う女,Tihōshi wo Kau Onna,1957)
- Wait One and a Half Years (ja:一年半待て,Itinenhan Mate,1957)
- Points and Lines (ja:点と線,Ten to Sen,1958)
  - El expreso de Tokio. Libros Del Asteroide. 2014. ISBN 9788415625544
- Walls of Eyes (ja:眼の壁,Me no Kabe,1958)
- The Demon (ja:鬼畜,Kitiku,1958)
- Amagi-Pass (ja:天城越え,Amagi Goe,1958)
- Zero Focus (ゼロの焦点,Zero no Shōten,1959)
- Tower of Wave (ja:波の塔,Nami no Tou,1960)
- Pro Bono (ja:霧の旗,Kiri no Hata,1961)
- Inspector Imanishi Investigates (ja:砂の器,Suna no Utsuwa,1961),Published in English (Soho Crime press 2003),ISBN 978-1-56947-019-0
- Bad Sorts (ja:わるいやつら,Warui Yatsura,1961)
- Black Gospel (ja:黒い福音,Kuroi Fukuin,1961)
- The Globular Wilderness (ja:球形の荒野,Kyūkei no Kōya,1962)
- Manners and Customs at time (ja:時間の習俗,Jikan no Shūzoku,1962)
- Beast Alley (ja:けものみち,Kemono-Miti,1964)
- The Complex of D (ja:Dの複合,D no Fukugō,1968)
- Central Saru (ja:中央流沙,Chūō Ryūsa,1968)
- The Finger (ja:指,Yubi,1969)
- Far Approach (遠い接近,Tōi Sekkin,1972)
- Fire Street between Ancient Persia and Japan (ja:火の路,Hi no Miti,1975)
- Castle of Glass (ja:ガラスの城,Garasu no Shiro,1976)
- The Passed Scene (渡された場面,Watasareta Bamen,1976)
- Vortex (ja:渦,Uzu,1977)
- A Talented Female Painter (天才画の女,Tensaiga no Onna,1979)
- Pocketbook of Black Leather (ja:黒革の手帖,Kurokawa no Techō,1980)
- The Magician in Nara Period (ja:眩人,Genjin,1980)
- Stairs that shine at Night (ja:夜光の階段,Yakou no Kaidan,1981)
- Suspicion (ja:疑惑,Giwaku,1982)
- Street of Desire (彩り河,Irodorigawa,1983)
- Straying Map (ja:迷走地図,Meisou Tizu,1983)
- Hot Silk (ja:熱い絹,Atsui Kinu,1985)
- Array of Sage and Beast (ja:聖獣配列,Seijū Hairetsu,1986)
- Foggy Conference (ja:霧の会議,Kiri no Kaigi,1987)
- Black Sky (ja:黒い空,Kuroi Sora,1988)
- Red Glacial Epoch (ja:赤い氷河期,Akai Hyōgaki,1989)
- Madness of gods (ja:神々の乱心,Kamigami no Ranshin,1997)

## Historia Moderna Japonesa
- Black Fog over Japan (日本の黒い霧,Nihon-no Kuroi Kiri,1960)
- Unearthing the Shōwa Period (ja:昭和史発掘,Shōwa-shi Hakkutu,1965–1972)
- Essay of Ikki Kita (北一輝論,Kita Ikki Ron,1976)
- February 26 Incident (二・二六事件,Ni-niroku Jiken,1986–1993)

## Historia Antigua
- Essay of Yamataikoku (ja:古代史疑,Kodai-shi-gi,1968)
- Japanese Ancient History by Seichō (ja:清張通史,Seichō Tsūshi,1976–1983)
- From Persepolis to Asuka,Yamato (ja:ペルセポリスから飛鳥へ,Persepolis kara Asuka he,1979)

## Adaptaciones al Cine
- Voice Without a Shadow(1958) directed by Seijun Suzuki
- Zero Focus(1961) directed by Yoshitaro Nomura
- The Shadow Within(1970) directed by Yoshitaro Nomura
- Castle of Sand(1974) directed by Yoshitaro Nomura
- The Demon(1978) directed by Yoshitaro Nomura
- Suspicion (1982 film) directed by Yoshitaro Nomura